# Кубок Флориди
Кубок Флориди — щорічне клубне товариське змагання з футболу, яке проводиться у Флориді, США. Започаткований у 2015 році, цей турнір об'єднує міжнародні клуби з-поміж 100 найкращих у європейських рейтингах і 50 найкращих у південноамериканських рейтингах.
У нинішньому вигляді переможець турніру може бути визначений за загальною кількістю очок або у фінальному матчі у форматі плей-оф. Формат заходу змінюється щороку відповідно до розкладу ліг клубів-учасників.

## Результати
| Рік  | Переможець          | Фіналіст             | Третє місце         | Четверте місце |
| ---- | ------------------- | -------------------- | ------------------- | -------------- |
| 2015 | Кельн               | Байер (Леверкузен)   | Корінтіанс          | Флуміненсе     |
| 2016 | Атлетіку Мінейру    | Байер (Леверкузен)   | Інтернасьйонал      | Корінтіанс     |
| 2017 | Сан-Паулу           | Корінтіанс           | Васко да Гама       | Рівер Плейт    |
| 2018 | Атлетіко Насьйональ | Барселона (Гуаякіль) | Рейнджерс           | ПСВ            |
| 2019 | Фламенгу            | Аякс                 | Айнтрахт Франкфурт  | Сан-Паулу      |
| 2020 | Палмейрас           | Атлетіко Насьйональ  | Корінтіанс          | Нью-Йорк Сіті  |
| 2021 | Евертон             | Мільйонаріос         | Атлетіко Насьйональ | Пумас          |
| 2022 | Арсенал             | Челсі                | Шарлотт             | Америка        |
| 2023 | Челсі               | Рексем               |                     |                |

## Рекорди та статистика
| Країна     | Перемоги                   | Фіналіст       | Третє місце                | Четверте місце       | Участь                                 |
| ---------- | -------------------------- | -------------- | -------------------------- | -------------------- | -------------------------------------- |
| Бразилія   | 4 (2016, 2017, 2019, 2020) | 1 (2017)       | 4 (2015, 2016, 2017, 2020) | 3 (2015, 2016, 2019) | 6 (2015, 2016, 2017, 2018, 2019, 2020) |
| Англія     | 3 (2021, 2022, 2023)       | 1 (2022)       | 0                          | 0                    | 3 (2021, 2022, 2023)                   |
| Німеччина  | 1 (2015)                   | 2 (2015, 2016) | 1 (2019)                   | 0                    | 4 (2015, 2016, 2017, 2019)             |
| Колумбія   | 1 (2018)                   | 2 (2020, 2021) | 1 (2021)                   | 0                    | 4 (2017, 2018, 2020, 2021)             |
| Нідерланди | 0                          | 1 (2019)       | 0                          | 1 (2018)             | 2 (2018, 2019)                         |
| Еквадор    | 0                          | 1 (2018)       | 0                          | 0                    | 2 (2017, 2018)                         |
| Уельс      | 0                          | 1 (2023)       | 0                          | 0                    | 1 (2023)                               |
| США        | 0                          | 0              | 1 (2022)                   | 1 (2020)             | 3 (2017, 2020, 2022)                   |
| Шотландія  | 0                          | 0              | 1 (2018)                   | 0                    | 1 (2018)                               |
| Аргентина  | 0                          | 0              | 0                          | 1 (2017)             | 1 (2017)                               |
| Мексика    | 0                          | 0              | 0                          | 2 (2021, 2022)       | 2 (2021, 2022)                         |

| Гравець            | Країна     | Команда                  | Брав участь    | Голи |
| ------------------ | ---------- | ------------------------ | -------------- | ---- |
| Нене               | Бразилія   | Сан-Паулу/ Васко да Гама | 2 (2017, 2019) | 3    |
| Чічаріто           | Мексика    | Байер (Леверкузен)       | 2 (2016, 2017) | 3    |
| Луан Вієйра        | Бразилія   | Корінтіанс               | 1 (2020)       | 2    |
| Фернандо Урібе     | Колумбія   | Фламенгу                 | 1 (2019)       | 2    |
| Родрігіньо         | Бразилія   | Корінтіанс               | 1 (2018)       | 2    |
| Альдо Рамірес      | Колумбія   | Атлетіко Насьйональ      | 1 (2018)       | 2    |
| Альфредо Морелос   | Колумбія   | Рейнджерс                | 1 (2018)       | 2    |
| Сам Ламмерс        | Нідерланди | ПСВ                      | 1 (2018)       | 2    |
| Джонатан Бетанкурт | Еквадор    | Барселона (Гуаякіль)     | 1 (2018)       | 2    |
| Роберт Германн     | Німеччина  | Вольфсбург               | 1 (2017)       | 2    |
| Анхель Ромеро      | Парагвай   | Корінтіанс               | 1 (2016)       | 2    |
| Паоло Герреро      | Перу       | Корінтіанс               | 1 (2015)       | 2    |
| Ян Матсен          | Нідерланди | Челсі                    | 1 (2023)       | 2    |